# Präsidentschaftswahl in Usbekistan 2007

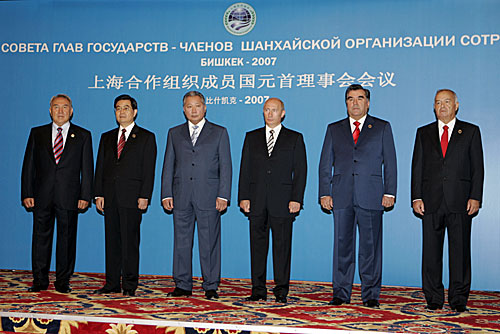
Islom Karimov (rechts im Bild) 2007 bei einer Konferenz der Shanghaier Organisation für Zusammenarbeit

Die Präsidentschaftswahl in Usbekistan 2007 fand am 23. Dezember 2007 in der Republik Usbekistan statt. Gewählt wurde der Präsident des seit 1991 unabhängigen Usbekistans. Wahlsieger wurde der seit 1991 amtierende Präsident Islom Karimov.

## Wahlrecht
Der Präsident wird in Usbekistan durch eine Mehrheitswahl direkt vom Volk gewählt. Der gewählte Präsident muss eine absolute Mehrheit der abgegebenen Stimmen bei einer Wahlbeteiligung von mehr als 50 % erreichen. Gelingt dies keinem der Kandidaten im ersten Wahlgang war eine Stichwahl zwischen den beiden erfolgreichsten Kandidaten des ersten Wahlgangs vorgesehen. Dieses Szenario hatte aber in Anbetracht der zumeist eindeutigen Mehrheitsverhältnisse bei Präsidentschaftswahlen in Usbekistan nur theoretische Bedeutung.
Für große Kontroversen sorgte die Frage nach der Legalität von Karimovs Kandidatur. Die usbekische Verfassung sah ursprünglich eine Limitierung der Amtszeit eines Präsidenten auf zwei Amtszeiten vor, die jeweils fünf Jahre andauern sollten. Karimov war bei der Präsidentschaftswahl in Usbekistan 1991 erstmals zum Präsidenten gewählt worden und verlängerte seine Amtszeit per Referendum bis 2000, sodass seine erste Amtszeit neun Jahre andauerte. Bei der Präsidentschaftswahl in Usbekistan 2000 wurde Karimov für eine zweite Amtszeit gewählt und verlängerte daraufhin die Amtszeit des Präsidenten von fünf auf sieben Jahre. Vor der Wahl 2007 war Karimov auf diese Weise bereits zwei Amtszeiten und 16 Jahre im Amt, trotzdem kandidierte er erneut. Die zuständige Wahlkommission teilte am 19. November 2007 einer kurzen Mitteilung mit, dass Karimovs Kandidatur für das Amt des Präsidenten zulässig sei. Dieser Schritt führte zu heftiger Kritik seitens der größten Oppositionsparteien des Landes, Erk und Birlik. Vertreter der Parteien verwiesen auf den Verstoß gegen das Verfassungsrecht und bezeichneten die Verantwortlichen der Wahlkommission als kriminell.

## Kandidaten
Zur Präsidentschaftswahl in Usbekistan traten vier Kandidaten an. Neben Karimov kandidierten drei weitere Politiker, die von den Wahlbehörden zu der Wahl zugelassen wurden und als loyal gegenüber dem Präsidenten galten:
| Kandidat               | Partei                                | Amt |
| ---------------------- | ------------------------------------- | --- |
| Islom Karimov          | Liberaldemokratische Partei           | Amtsinhaber seit 1991 |
| Asliddin Rustamov      | Volksdemokratische Partei Usbekistans | Fraktionsvorsitzender der Volksdemokratischen Partei                                                                                                   |
| Dilorom Toshmuhamedova | Adolat                                | Fraktionsvorsitzende der sozialdemokratischen Partei Adolat                                                                                            |
| Akmal Saidov           | unabhängig                            | Leiter des nationalen Zentrums für Menschenrechte und des parlamentarischen Komitees für demokratische Institutionen und Nichtregierungsorganisationen |

Damit gelang es drei Parteien einen eigenen Kandidaten zu nominieren, zusätzlich wurde Akmal Saidov durch eine Initiative von Wählern nominiert. Diese Möglichkeit ist Bestandteil des usbekischen Wahlrechts erfordert aber hohe formale Voraussetzungen, unter anderem Unterschriften von Unterstützern, deren Anzahl 5 % der wahlberechtigten Bürger entsprechen musste. Diese hohen Hürden und die mangelnde Transparenz bei der Auswertung der Unterschriften durch die Wahlkommission verhinderten die Kandidatur von Oppositionskandidaten und sorgten für das politisch homogenen Bewerberfeld, das keine politische Konkurrenz für Karimov darstellte.

## Wahlkampf
In Anbetracht der geringen inhaltlichen Differenzen zwischen den Kandidaten gab es keinen wirklichen Wahlkampf, zudem waren die Möglichkeiten der Kandidaten strikt begrenzt. Wahlplakate und andere Materialien wurden zentral von der Wahlkommission hergestellt und verteilt. Auch Wahlkampfveranstaltungen konnten nicht von den Kandidaten organisiert werden, sondern stets von der Wahlkommission. Kritik am Kurs des Präsidenten wurde seitens der Kandidaten im Wahlkampf nicht geäußert. Lediglich seitens der Opposition, die im Bewerberfeld nicht vertreten war, wurde Kritik an den Rahmenbedingungen und dem Vorgehen der Wahlkommission im Vorfeld der Präsidentschaftswahl geäußert.

## Ergebnis
Wie von sämtlichen Beobachtern im Vorfeld erwartet, gewann Amtsinhaber Karimov die Wahl mit deutlichem Vorsprung vor den anderen Kandidaten. Die offizielle Wahlbeteiligung wurde mit 90,6 % angegeben.
| Kandidat               | Stimmen (absolut) | Stimmen (relativ) |
| ---------------------- | ----------------- | ----------------- |
| Islom Karimov          | 13.008.357        | 88,1 %            |
| Asliddin Rustamov      | 468.064           | 3,17 %            |
| Dilorom Toshmuhamedova | 434.111           | 2,94 %            |
| Akmal Saidov           | 420.815           | 2,85 %            |

Mit diesem eindeutigen Sieg wurde Karimov für eine weitere siebenjährige Amtszeit im Amt des Präsidenten bestätigt und musste sich erst bei der Präsidentschaftswahl in Usbekistan 2015 zur Wiederwahl stellen.

## Bewertung
Die Opposition kritisierte den gesamten Wahlprozess und konstatierte, dass es in Usbekistan keine Rechtsstaatlichkeit gebe. Die Wahl selbst bezeichnete die Opposition als Farce, da sie keinerlei politische Alternativen zu Karimov ermöglicht hätte. Die Organisation für Sicherheit und Zusammenarbeit in Europa (OSZE) entsandte im Vorfeld der Wahl eine Bedarfsermittlungsmission und am Wahltag eine limitierte Beobachtungsmission aus 26 Beobachtern. Die OSZE-Beobachter kamen dabei zu dem Schluss, dass die Wahl demokratische Kriterien deutlich verfehlte und keinesfalls als frei und fair beschrieben werden konnte. Kritisiert wurde unter anderem der Registrierungsprozess, der Karimov eine weitere Kandidatur ermöglichte, Oppositionskandidaten jedoch nicht zuließ. Auch der mangelnde politische Wettbewerb und der fehlende kontroverse Wahlkampf wurden von den Beobachtern kritisiert, da den Wählern auf diese Weise letztendlich keine wirkliche Wahl zugestanden worden sei. Zudem wurde der Verdacht der Wahlfälschung laut, da insbesondere die Angaben zur Wahlbeteiligung von Beobachtern hinterfragt wurden.